# Persoonia terminalis
Persoonia terminalis – gatunek krzewu z rodziny srebrnikowatych (Proteaceae) występujący we wschodniej Australii. Po raz pierwszy został opisany przez Lawrie Johnsona i Petera Westona z Royal Botanic Gardens w Sydney w 1991, na podstawie okazu znalezionego 3,4 km na południe od Torrington w Nowej Południowej Walii przez Westona i P.G. Richardsa.
W obrębie rodzaju Persoonia terminalis klasyfikowana jest jako część grupy Lanceolata, w skład której wchodzi 58 powiązanych gatunków odznaczających się podobnym ukwieceniem, za to znacznie różniących się pod względem kształtu liści. W stanie dzikim rośliny należące do tej grupy często się krzyżują, przykładowo P. terminalis może krzyżować się z P. cornifolia i P. sericea.
W ramach gatunku rozpoznane są dwa podgatunki krzewu: P. terminalis ssp. recurva posiada krótsze, bardziej zakrzywione liście osiągające długość do 0,75 cm, natomiast P. terminalis ssp. terminalis posiada dłuższe i prostsze liście osiągające długość do jednego cm. Pierwszy z podgatunków występuje w okolicach Warialdy w Nowej Południowej Walii i południowym Queensland i w australijskiej klasyfikacji gatunków rzadkich i zagrożonych ROTAP oznaczony jest jako 3R, czyli gatunek zagrożony. Z kolei P. terminalis ssp. terminalis występuje jedynie w okolicy Torrington i w skali ROTAP oznaczony jest jako 2R. Oba podgatunki występują wspólnie w okolicach Rezerwatu Natury Rzeki Severn.